# Seine Frau hilft Geld verdienen
Seine Frau hilft Geld verdienen ist eine US-amerikanische Filmkomödie aus dem Jahr 1950 von Lloyd Bacon mit Lucille Ball und Eddie Albert in den Hauptrollen. Der Film wurde von Columbia Pictures produziert und ist die Fortsetzung der 1948 inszenierten Komödie Dieser verrückte Mr. Johns! von S. Sylvan Simon.

## Handlung
Sally Elliott und Humphrey Briggs wollen heiraten und ein Haus kaufen. Beide arbeiten für die Maritime Steamship Company von Harvey Simpson, Sally als Telefonistin und Humphrey als Büroangestellter. Auch mit beiden Gehältern ist der Hauskauf für das Paar nicht zu finanzieren. Als ein Abteilungsleiter gefeuert wird, ermutigt Sally den schüchternen Humphrey, sich um die Stelle zu bewerben.
Simpson nutzt sein Unternehmen zum Diamantenschmuggel. Er will einen nicht sehr intelligenten  Angestellten als Abteilungsleiter, so kommt ihm Humphreys Bewerbung recht. Mit seiner neuen Position im Rücken leistet Humphrey eine Anzahlung auf das Eigenheim. Sally wird von ihrer Freundin Jane Bixby im Büro besucht. Jane arbeitet als Verkäuferin für die Fuller Brush Company und stellt Sally Kosmetika aus ihrem Sortiment vor. Während Sally die Sachen ausprobiert, zerstört sie versehentlich die Telefonschalttafel und wird daraufhin gefeuert.
Jane überzeugt Sally, sich als Verkäuferin zu bewerben. Da sie ein Arbeitszeugnis nach dem Vorfall von Simpson sicherlich nicht bekommen wird, beschließt sie, ihr Verkaufstalent zu zeigen, indem sie für ein paar Tage Janes Tour übernimmt. Zur gleichen Zeit riecht Claire Simpson Parfüm an der Kleidung ihres Mannes und beschuldigt ihn, eine Affäre zu haben. Als Humphrey mit Simpson über Sally sprechen will, bietet Simpson an, ihr ein gutes Zeugnis auszustellen, wenn sie seiner Frau erzählt, was vorgefallen ist.
Sally wird klar, dass der Verkauf nicht so leicht ist, wie sie es sich vorgestellt hat. An der ersten Haustür werden ihr Zeitungsabonnements verkauft, an der zweiten Haustür wird sie mit dem Babysitter verwechselt. Im dritten Haus spielt eine Gruppe Frauen Karten. Sally mischt versehentlich einige Chemikalien aus dem Chemiebaukasten des Sohnes in ihre Mittel, was bei den Damen zu einem sofortigen Haarausfall führt. Kurz darauf trifft sie auf Humphrey, der auf der Suche nach ihr ist. Er schickt sie zum klärenden Gespräch mit Claire.
In der Zwischenzeit hat Howard Simpson herausgefunden, dass Claire versucht, ihn aus dem Unternehmen zu drängen. Er heuert die Tänzerin Ruby Rawlings an, sich als Sally auszugeben. Als Sally bei den Simpsons ankommt, wird sie von Ruby niedergeschlagen. Ihr wird eine Pistole in die Hand gedrückt. Humphrey erreicht kurz darauf das Haus und entdeckt Claires Leiche. Er alarmiert die Polizei und findet die bewusstlose Sally. Sally glaubt, sie habe Claire getötet, auch wenn sie sich an nichts erinnern kann.
Noch bevor die Polizei eintrifft, machen sich die beiden auf dem Weg zu Simpsons Büro, wo sie die Leiche Howard Simpsons vorfinden. Sally entdeckt ein Plakat, dass für Rubys Show wirbt und erkennt Ruby als ihre Angreiferin wieder. Im Theater gibt sich Sally als Tänzerin aus, um hinter die Bühne zu kommen. Sie schleicht sich in Rubys Umkleide und belauscht diese, als sie ein Treffen mit einem Rocky Mitchell auf einem Schiff vereinbart. Sally überwältigt Ruby, fesselt sie und ruft die Polizei, wird aber dabei vom gerade eintreffenden Mitchell überrascht. Sally flieht und gelangt auf die Bühne. Sie nimmt an der Darbietung teil, erreicht am Ende die Zuschauerplätze und flüchtet mit Humphrey aus dem Theater.
Watkins, einer der Schmuggler, erkennt die beiden. Er gibt vor, sie zur Polizei zu bringen, fährt sie jedoch zum Hafen. Im Theater gesteht in der Zwischenzeit Ruby gegenüber der Polizei, dass Simpson, Mitchell und Watkins Diamanten schmuggeln. Als sie sich bei Claire Simpson für Sally ausgab, wurde diese misstrauisch. Watkins tötete Claire, danach wurde auch Simpson ermordet. Die Polizei eilt zum Hafen. Auf dem Schiff Claire S können Sally und Humphrey den Schmugglern entkommen, bis die Polizei erscheint und die Verbrecher dingfest macht.

## Produktion
Gedreht wurde der Film vom 6. September bis zum 15. Oktober 1949.
Produzent S. Sylvan Simon war der Regisseur des Vorgängerfilms.

## Stab und Besetzung
Robert Peterson war der Art Director, Jean Louis der Kostümbildner. Morris Stoloff leitete das Orchester.
Red Skelton, Hauptdarsteller im ersten Teil, hat hier einen Cameo-Auftritt als Fuller Brush-Verkäufer. In weiteren kleinen, nicht im Abspann erwähnten Nebenrollen treten Joseph Crehan, John Doucette, Myron Healey, Sam Lufkin, Bud Osborne, Sid Tomack, Mary Treen und Harry Wilson auf.

## Synchronisation
Die kursiv geschriebenen Namen sind Darsteller und ihre Rollen, die nicht im Abspann genannt wurden.
| Rolle          | Schauspieler     | Deutscher Synchronsprecher |
| -------------- | ---------------- | -------------------------- |
| Sally Elliott  | Lucille Ball     | Gina Presgott              |
| Mr. Christy    | Carl Benton Reid | Klaus W. Krause            |
| Ruby Rawlings  | Gale Robbins     | Eleonore Noelle            |
| Harvey Simpson | Jerome Cowan     | Anton Reimer               |
| Watkins        | John Litel       | Curt Ackermann             |
| Insp. Rogers   | Arthur Space     | Ernst Fritz Fürbringer     |
| Mr. Johns      | Red Skelton      | Harald Wolff               |
| Bangs          | Sid Tomack       | Bum Krüger                 |
| Roberts        | Frank Wilcox     | John Pauls-Harding         |

## Veröffentlichung
Die Premiere des Films fand am 15. September 1950 statt. In der Bundesrepublik Deutschland kam er am 19. April 1951 in die Kinos, in Österreich am 27. Juli 1951.

## Kritiken
Das Lexikon des internationalen Films schrieb: „Filmgroteske mit komischen Knalleffekten.“
Der Kritiker der The New York Times beschrieb den Film als vertraute einfache kleine Komödie.